# Самозалепваща лента
Самозалепващата лента, обикновено наричана в България с генеричните марки тиксо или скоч по името на двама производители – Tixo и Scotch, представлява структура от няколко основни слоя. Първият основен слой е носещият (Backing material или carrier). За него се използва PVC фолио (поливинилхлорид), BOPP фолио (биаксиално ориентиран полипропилен), OPP (еднопосочно ориентиран полипропилен), хартия или дори плат (за платнена самозалепваща лепенка). От носещия слой се определя издръжливостта на самозалепващата лепенка към механични натоварвания. Колкото по-голяма дебелина има носещият слой, толкова по-тежки товари може да се опаковат със съответната самозалепваща лепенка без тя да се скъса. Самозалепващата лепенка, която се използва за индустриално и общо приложение, най-често е на основата на PVC или BOPP. Не е препоръчително да се използва нискокачествена самозалепваща лепенка при отговорни приложения поради ниската устойчивост в напречно и надлъжно направление, поради което самозалепващата лепенка се къса лесно и често още при поставянето, или се отлепя след кратък период от време (наблюдава се най-често при самозалепваща лепенка произведена в Китай и при други нискокачествени марки).
Носещите слоеве се разделят в три категории:
- PVC (за отговорни приложения, при които се изисква висока здравина на опън и сила на залепване (адхезия))
- полипропиленови (BOPP, OPP)
- хартиени (предпазни бояджийски ленти)
- платнени (ленти със специализирани приложения)
- полиетиленови (предпазни и ремонтни ленти)

Вторият основен слой в самозалепващата лепенка е лепилният. Лепилата, които се използват в производството на самозалепващата лепенка се разделят в три категории:
- Лепило на основата на естествен каучук (солвент) – има широк работен температурен диапазон и голяма адхезия (сила на залепване) върху почти всички материали: хартия, картон, найлон, метал и др.
- Лепило на основата на синтетичен каучук (хотмелт) – характеризира се със силна адхезия при работа в топли помещения, но ако се работи в по-студени складове или температурите са ниски, се препоръчва лепило солвент.
- Лепило на водна основа (акрил) – има значително по-кратък срок за съхранение и се използва за опаковане на бързооборотни стоки.

Най-качествените самозалепващи ленти са с лепила на основата естествен или синтетичен каучук. За отговорни приложения и широк работен температурен диапазон самозалепваща лепенка с естествен каучук (солвент) е най-добрата самозалепваща лепенка.
Технологията за производство на опаковъчна самозалепваща лента предлага и възможност за брандиране на самозалепващите ленти с индивидуален надпис. Така нареченото тиксо с печат или самозалепваща лента с печат се произвежда в следните комбинации от основа и лепилен слой:
- PVC с лепило солвент: Безшумно при развиване, с отлично качествено на печата и възможност за цветна основа (пълно оцветяване на лентата – цветна самозалепваща лента с надпис). Адхезията е много силна и се използва за опаковане на тежки пакети, като е устойчиво на разкъсване. Подходяща е за целогодишна употреба – при ниска и висока темепратура, както и във влажни помещения. Този тип самозалепваща лента може да се рециклира и се произвежда от екологично чист материал.
- Полипропилен с лепило хотмелт: При развиване издава лек шум, а дебелината на носещия слой е по-тънка и по-лесно подлежи на разкъсване спрямо самозалепваща лента PVC. Не позволява пълно оцветяване на лентата и основата трябва да е прозрачна, бяла, кафява или жълта. Температурният диапазон за употреба е по-тесен, като се препоръчва да се работи в помещения със стайна температура. Използва се за леки и средно тежки пакети.
- Хартиено самозалепваща лента с лепило солвент (придава по-естествен вид на опаковката, адхезията е силна, а влиянието върху околната среда е по-малко. Има ограничения във възможностите за печат, като може да се използват само синьо, червено, черно, бяло, жълто и зелено, отпечатани върху кафява хартиена лента). Предназначена е за леки и средно тежки пакети.
- Полипропилен с лепило акрил (първоначалната адхезия е по-слаба спрямо самозалепващи ленти PVC солвент. При развиване е значително по-обезшумена спрямо полипропилен хотмелт, но отстъпва по този показател на PVC солвент. Използва се за леки и средно тежки пакети.
- Фото самозалепваща лепенка със снимка предоставя възможност за печат на неограничен брой цветове и изображения с висока резолюция, като надписът не се надрасква.